# Drew Timme

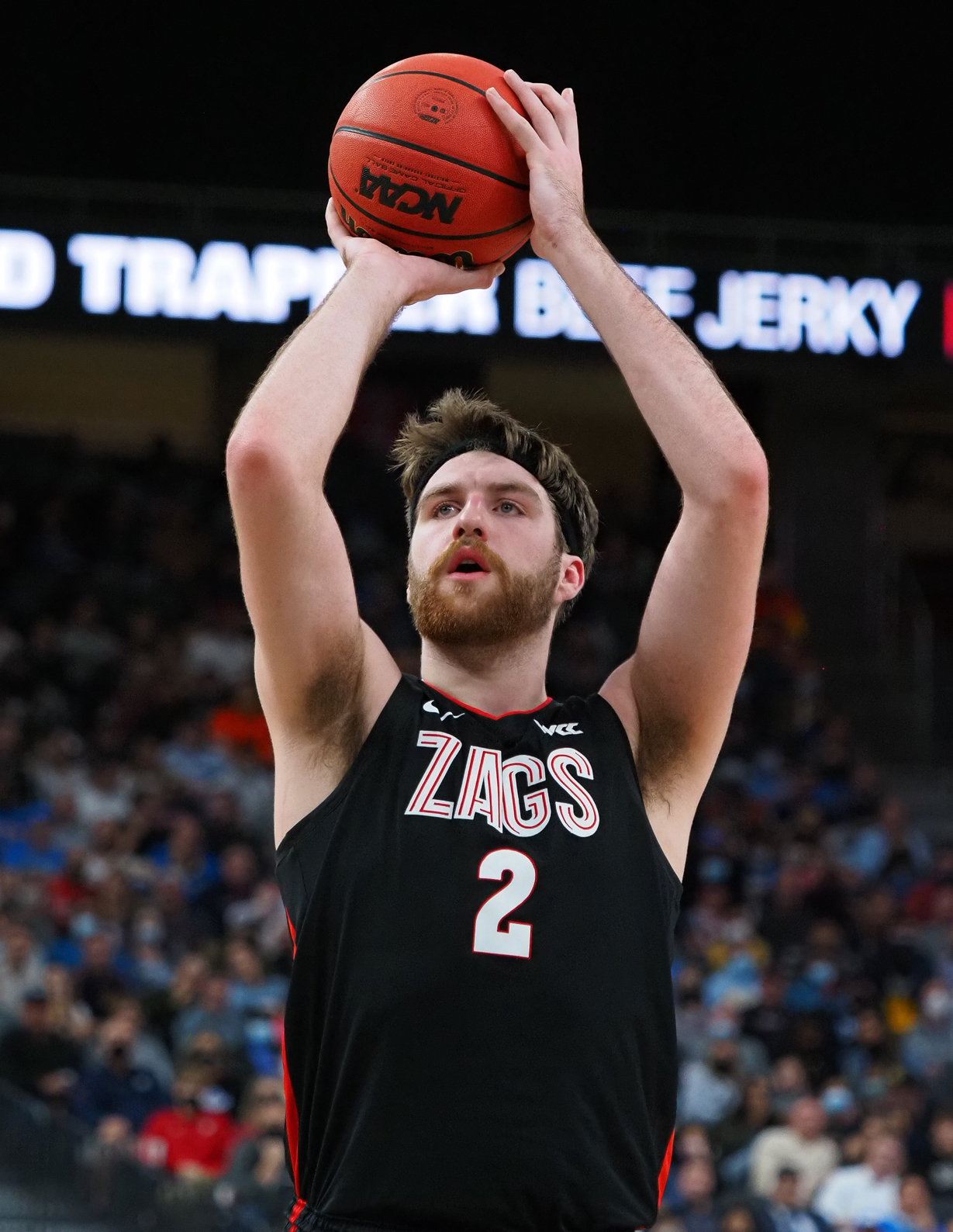
Drew Timme, 2021.

Andrew Matthew "Drew" Timme, född 9 september 2000 i Richardson i Texas, är en amerikansk professionell basketspelare (PF) som spelar för Brooklyn Nets i National Basketball Association (NBA).
Han blev aldrig NBA-draftad.
Innan Timme blev proffs studerade han vid Gonzaga University och spelade för deras idrottsförening Gonzaga Bulldogs.